# Abadia de Bec
L'Abadia de Bec és una abadia catòlica benedictina que actualment pertany a la congregació de Santa Maria de Monte Oliveto, a Le Bec-Hellouin, prop de Brionne (Normandia, França). Fou fundada el 1034 per Herluin, cavaller del comte Gilbert de Brionne.
Amb l'arribada de l'italià Lanfranc, prior i mestre de l'escola monàstica, i posteriorment d'Anselm de Canterbury, Bec es convertí en un dels principals focus de la vida intel·lectual del segle xi. El futur papa Alexandre II hi estudià el 1050, així com diversos legats i bisbes. Durant prop de mil anys, l'abadia de Bec ha estat lligada històricament a la Catedral de Canterbury, a qui ha donat tres arquebisbes.
La Revolució Francesa la deixà en ruïnes, però a partir del 1840 fou inclosa en el catàleg de monuments històrics de França. Actualment està sota gestió del centre dels monuments nacionals. Recuperà el 1948 la vida monàstica gràcies als monjos benedictins. El 1996 el monjo Paul-Emmanuel Clénet en va ser elegit abat.
L'abadia es compon actualment de la sala capitular, el claustre (segle xvii) i els edificis conventuals (segle xviii). De la gran església de l'abadia (segle xiv) només en queden els fonaments, l'església actual es troba a l'antic refrectori. El conjunt està presidit per la torre de Sant Nicolau del segle xv.